# هلن رمی
هلن رمی (فرانسوی: Hélène Rémy‎؛ زادهٔ ۱۶ اوت ۱۹۳۲) یک هنرپیشه اهل فرانسه است.
از فیلم‌ها یا برنامه‌های تلویزیونی که وی در آنها نقش داشته‌است می‌توان به بورسالینو و پشت درهای بسته اشاره کرد.